# Pedro Domingo Montes
Pedro Domingo Montes y Formoso (f. 1888) fue un escritor y periodista español del siglo XIX.

## Biografía

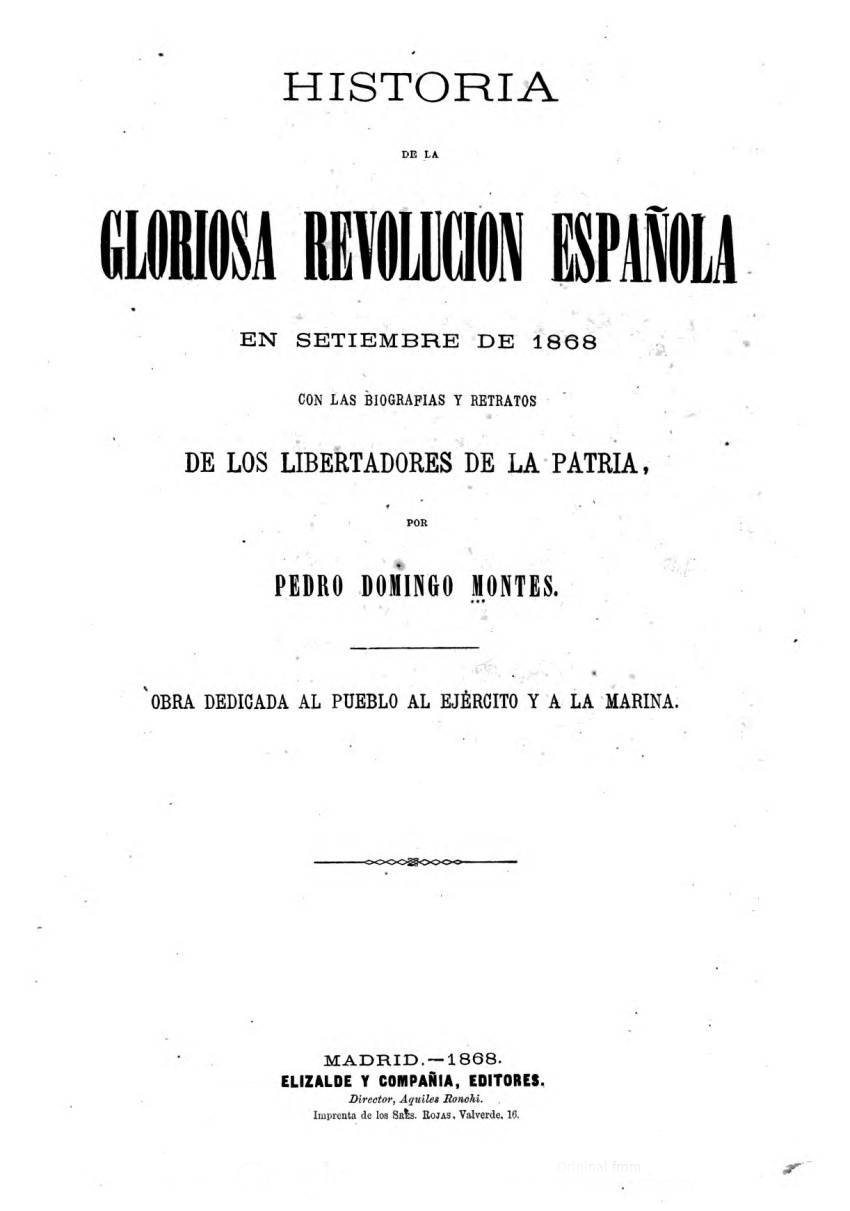
Historia de la Gloriosa Revolución española en septiembre de 1868, con las biografías y retratos de los libertadores de la patria

Funcionario público, fue autor de numerosos trabajos de carácter tanto histórico como novelesco. Fue redactor durante muchos años en Madrid de El Diario Español y colaborador de El Cascabel, Los Niños y La Primera Edad, entre otras publicaciones. Montes, que empleó a veces la firma «Lucrecio Mestón», falleció el 3 de enero de 1888. Fue autor de una Historia de la Gloriosa Revolución española en septiembre de 1868, con las biografías y retratos de los libertadores de la patria (Madrid, 1868) y de unos Anales históricos de la revolución política en España : obra dedicada al pueblo español (Madrid, 1870).